# Колориметрія (хімічний метод)
Колориметрія (рос. колориметрия, англ. colorimetry, нім. Kolorimetrie f) — фізико-хімічний метод кількісного визначення концентрації речовини, яка здатна поглинати світло або УФ промені за певної довжини хвилі, або здатна утворювати такі сполуки. Базується на вимірюванні оптичної густини розчинів за допомогою спеціальних приладів — електричних фотоколориметрів та спектрофотометрів, або на візуальному порівнянні інтенсивності забарвлення досліджуваного розчину з еталонними розчинами.